# Krîmkî, Oleksandrivka
Krîmkî (în ucraineană Кримки) este un sat în comuna Holîkove din raionul Oleksandrivka, regiunea Kirovohrad, Ucraina.

## Demografie
Componența lingvistică a localității Krîmkî
     Ucraineană (95,07%)
     Rusă (4,38%)
     Alte limbi (0,55%)
Conform recensământului din 2001, majoritatea populației localității Krîmkî era vorbitoare de ucraineană (95,07%), existând în minoritate și vorbitori de rusă (4,38%).